# Borowiec (Łódź)
Borowiec – dawniej samodzielna miejscowość, obecnie osiedle w północno-zachodniej części Łodzi, w dzielnicy Bałuty. Leży w rejonie ulicy Szczecińskiej.

## Historia
Od 1867 w gminie Radogoszcz w powiecie łódzkim. W okresie międzywojennym należały do powiatu łódzkiego w woj. łódzkim. W 1921 roku liczba mieszkańców osady Borowiec wynosiła 8. 1 września 1933 utworzono gromadę (sołectwo) Kały w granicach gminy Radogoszcz, składającej się ze wsi Kały AB, osady szpitalnej Kochanówka, osady Borowiec, wsi Budy Kałowskie i osady Zadraż. Podczas II wojny światowej włączony do III Rzeszy.
Po wojnie Borowiec powrócił na krótko do powiatu łódzkiego woj. łódzkim, lecz już 13 lutego 1946 włączono go wraz z całą gminą Radogoszcz do Łodzi.